# Dharma Initiative
Dharma Initiative (på dansk Dharma-initiativet, forkortet Dharma eller som fuld titel Department of Heuristics And Research on Material Applications) er en fiktiv organisation brugt i den amerikanske tv-serie Lost. Den dannede i særlig grad rammer for narrativet i seriens anden sæson.
Dharma er grundlagt og finansieret af danske Alvar Hanso, og brugte i en årrække øen som lokalitet for deres eksperimenter inden for blandt andet elektromagnetisme og tidsrejser. Initiativet står bag konstruktionen og anvendelsen af øens stationer, der gradvist afdækkes i løbet af serien. Navnet formodes at have relation til buddisktiske begreb af samme navn.

## Historie
Ifølge instruktionsfilm i seriens sæson 2 blev DHARMA grundlagt af forskerparret DeGroot og finansieret af danskeren Alvar Hanso, for at forske i blandt andet elektromagnetisme, zoologi og parapsykologi.
Dharma eksisterer ikke kun på øen. Charlotte Lewis har eksempelvis udgravet et isbjørneskelet i ørkenen, der ved sin side havde Dharma-logoet for The Hydra.

## Stationer

### Station 1: Pilen
Pilens funktion var at lave et forsvars system., men blev benyttet af halepartiets overlevende som midlertidigt opholdssted, inden de blev genforenet med personerne fra midtersektionen.

### Station 3: Svanen
Grundlaget for Svanen er i starten af sæsonen utrolig uklar. I starten fortælles det, at Desmond Hume har brugt de sidste 3 år af sit liv, indespærret på Svanen, udelukkende for at indtaste en kode på en computer hver 108. minut. Da John, Kate og Jack ankommer til Svanen, ser han det som en chance for at slippe væk, og John fortsætter med at taste koden ind, i troen om at han hver gang redder verden. I Svanen findes der stor magnetisk aktivitet. Dog ved ingen hvorfor og hovedårsagen er tilsyneladende støbt ind i beton. 
Grunden til computeren, eller "knappens" funktion bliver afsløret da John mister troen på Svanens funktion efter at Perlen opdages. Han beslutter ikke at taste koden og da timeren når til nul begynder alt metallisk at flyve hen til betonklodsen. Desmond afslører, at han har en "panik" nøgle og vælger at anvende den, hvilket resulterer i, at hele Svanen imploderer, og at himlen over øen et kort øjeblik bliver lilla.

### Station 4: Flammen
Flammen er brugt til at kommunikere med verdenen udenfor øen. John Locke får den til at eksplodere.

### Station 5: Perlen
Perlen er observationspost, hvor besætningen via seks skærme kan se andre forskningsstationer på øen. Det er herefter deres opgave at notere detaljeret hvad personerne i de andre stationer foretager sig. Når et hæfte er udfyldt sendes det op gennem et pneumatisk lufttryksrør. Hvad besætningen i Perlen ikke ved at røret ikke fører tilbage til Dharma Initiative, men faktisk bare lander et i en kæmpe bunke, der aldrig har været i berøring af Dharma.
John Locke mister troen på øen og at han har en betydningsfuld skæbne, da han opdager Perlens interiør og erfarer at det arbejde han har foretaget i Svanen ligner at være en stor joke. I den tro lader Locke Svanens timer nå nulpunktet, og indser at hans arbejde var betydningsfuldt.
Det var også i Perlen at Paulo gemte de værdifulde diamanter, han og Nikki Fernandez havde stjålet før de kom til øen, og ved samme lejlighed overværede han en samtale mellem Benjamin Linus og Juliet Burke, kort forinden Ben ville infiltrere de strandede.

### Station 6: The Orchid
Tekst mangler, hjælp os med at skrive teksten

### The Staff
Tekst mangler, hjælp os med at skrive teksten

### The Hydra
Tekst mangler, hjælp os med at skrive teksten

### The Looking Glass
Allerede i første sæson opdager Sayid Jarrah et strømkabel fra vandet, op over stranden og ind i junglen. Men det er først i tredje sæson The Castaways opdager, at kablet fører ud til en undervandsstationen The Looking Glass.
The Looking Glass anvendes til at forstyrre transmissioner fra øen, således at de aldrig når fastlandet. I en fremtidsvision ser Desmond Hume at hvis Charlie svømmer derned og slår en  afbryder fra, så vil de strandede omsider komme hjem.
Charlie svømmer derned og møder to af De Andre, der binder ham fast til en stol. De kontakter deres lejr, og Mikhail Bakunin sendes til deres assistance.
Benjamin Linus har fortalt blandt De Andre at The Looking Glass var oversvømmet og ude af funktion, men da Charlie opdages dernede, må han krybe til korset og erkende det var en løgn. Det vækker tvivl hos hans loyalister, men sin natur tro overbeviser han dem om at de må stole på ham. Ben overtaler Mikhail til at assisinere de to kvinder der befandt sig på The Looking Glass.
Alle tre dør tilsyneladende i opgøret, så Charlie og Desmond ubesværet kan gøre deres arbejde færdigt. Charlie indtaster koden til afbryderen og indgår i en live videosamtale med Penelope Widmore, Desmonds kæreste. Hun fortæller at hun intet kender til nogen Naomi Dorret, og det bliver det sidste Charlie når at fortælle til Desmond, inden hans skæbne indtræffer. Mikhail dukker op ude foran vinduet, hvor han sprænger en granat i hånden på sig selv. Det skaber et tryk der flækker glasset og Charlie drukner.

## Fodnoter
1. ↑  Lost: 
"Confirmed Dead" (Sæson 4, afsnit 2). Manuskript af Drew Goddard & Brian K. Vaughan.  Broadcasted første gang på American Broadcasting Company den 7. februar 2008.